# Casa Serra (Barcelona)
La Casa Serra o Can Serra és un edifici situat a la Rambla de Catalunya, 126 i el carrer de Còrsega, 311, declarat Bé Cultural d'Interès Nacional. Des del 1987 és la seu central de la Diputació de Barcelona.

## Història
El 1874, el comerciant Pere Serra i Pons (Manresa, 1846-Barcelona, 1919) va deixar el negoci familiar de ferreteria per a traslladar-se a Barcelona. El juliol del 1899, va comprar dues cases situades al carrer de Còrsega, 155 i 157, amb un pati que tenia sortida a l'avinguda Diagonal (aleshores anomenada Argüelles), i va encarregar-ne la reforma a l'arquitecte Domènec Boada. El desembre d'aquest mateix any, va adquirir dos solars veïns al xamfrà de la Rambla de Catalunya, que va afegir a la seva residència, on vivia amb la seva dona Susanna Suaña i Soldevila, també de Manresa.
El 1901, Serra va vendre la finca del número 157 i va encarregar el projecte d'una casa unifamiliar a l'arquitecte Josep Puig i Cadafalch, escollit aquest mateix any regidor de l'Ajuntament de Barcelona per la Lliga Regionalista, presidida per Enric Prat de la Riba. El 1902 va presentar la sol·licitud del permís d'obres, i el 1903 va comprar un altre solar i va demanar la modificació del projecte per a amplir les plantes que donaven a la Diagonal i construir-hi una entrada de carros i de servei al número 395.
Tanmateix, l'elevat cost de les obres i els problemes de salut adduïts pel mateix Serra van portar a l'aturada de la construcció a començaments del 1905, de manera que mai va arribar a ser habitada com a residència familiar. A través del seu germà Manel, també instal·lat a Barcelona, va contactar amb la Companyia de Santa Teresa de Jesús, que l'agost del 1908 va adquirir l'edifici amb la prohibició de construir-hi sobre la planta baixa de la part de la Diagonal. La intenció de les monges teresianes era convertir-lo en un col·legi, per la qual cosa n'encarregaren la reforma a l'arquitecte Gabriel Borrell i Cardona, autor també de la capella del col·legi del carrer de Ganduxer. El 1909 ja tenien els permís d'obres i el juliol el d'habitabilitat, ja que una part de l'edifici es va destinar a residència de la congregació religiosa. A més del parvulari, el col·legi també oferia estudis de batxillerat, comerç, magisteri, institutrius i servei domèstic.

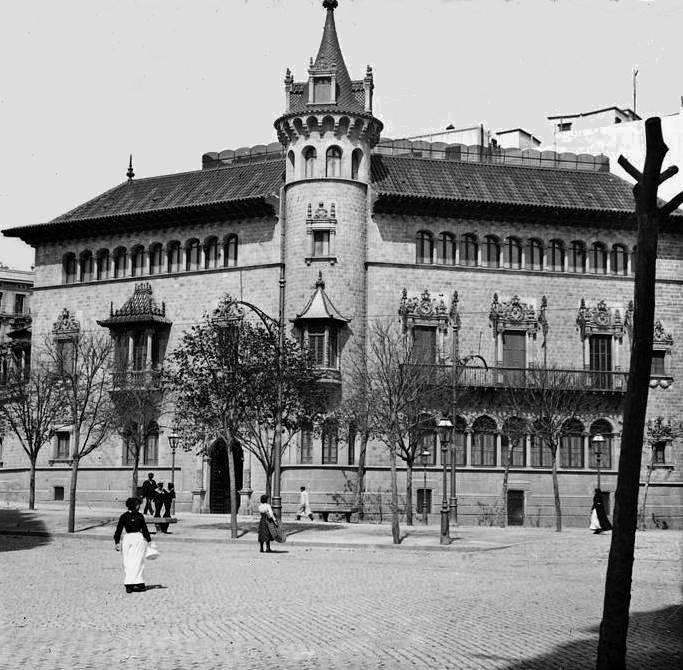
Any 1912

El juliol del 1936, amb l'esclat de la Guerra Civil espanyola, les prop de 500 monges teresianes van abandonar l'edifici i van lliurar les claus a la Generalitat de Catalunya, que el va posar sota la protecció del Servei de Patrimoni, que depenia del Departament de Finances dirigit per Josep Irla. Entre el 22 i el 28 juliol, fou hospital de sang i l'agost va ser la seu del Consell Sanitari del Comitè Central de Milícies Antifeixistes, organisme creat pel president Lluís Companys. Entre maig del 1937 i novembre del 1938 també va acollir la seu de les Brigades Internacionals.
El 26 de gener del 1939 les tropes franquistes entraren a Barcelona i ocuparen l'edifici, recuperat per les monges durant el mes de febrer. Tot i les mancances materials i d'alumnes, el mes següent s'hi van reprendre les classes. També s'hi van fer diverses reformes i a partir del 1944 es van implantar classes nocturnes per a treballadores. El 1945, ja sense vigor la clàusula imposada per Pere Serra en el contracte de compravenda, van encarregar al mateix Puig i Cadafalch la remunta de dos pisos a la part que donava a la Diagonal. Inhabilitat pel règim franquista, els plànols foren signats per Josep Maria Pericas i Morros, autor de la veïna Casa Pericas.
El 1961, la Casa Serra va ser inclosa en el Catàleg de Patrimoni de Barcelona, i el 1966 les monges van demanar permís a l'Ajuntament per a enderrocar-la, cosa que en requeria la descatalogació. Aquesta es va produir l'any 1969, i el 1971, la direcció general de Belles Arts va incoar un expedient per a declarar-la monument historicoartístic. El 1974, el Ministeri de Cultura va incloure-la en un altre expedient, juntament amb altres obres de Puig i Cadafalch, i l'Ajuntament de Barcelona la tornà a incorporar al Catàleg de Patrimoni del 1979. Mentrestant, la casa seguia abandonada i en imparable deteriorament.
Entre 1982 i 1985, els arquitectes Federico Correa i Alfons Milà van construir un nou edifici a l'Avinguda Diagonal, respectant l'obra original, per a allotjar-hi les dependències de la Diputació de Barcelona, fins aleshores al Palau de la Generalitat. La nova seu fou inaugurada el 1987, i el contrast entre dos estils tan diferents va ser motiu de polèmica, si bé actualment forma part de les icones de la ciutat.

## Arquitectura
Originàriament constava de dues façanes en angle (a la Rambla de Catalunya i el xamfrà amb el carrer de Còrsega) amb una torre a la cantonada que les articulava, i un cos d'una sola planta, sobre el terrat del qual hi havia un jardí-pèrgola que amb columnes de fusta suportava un sostre vegetal. Malauradament, una ampliació més tardana va col·locar una sèrie de pisos sobre el jardí, modificant-ne totalment les proporcions. El lloc on és assentada la casa té un lleuger pendent, que Puig corregí mitjançant la construcció d´un semisoterrani molt característic de l'arquitectura del seu moment.
La torre és un cos cilíndric de superior alçada que els cossos laterals i culmina en un alt con. Trencava la simetria de l'edifici dividint les dues façanes, en les quals Puig establí diferenciacions a través de la col·locació d'un balcó seguit en una i d'una tribuna a l'altra. L'ús de grans carreus al sòcol i de carreus més petits a la resta de l'edifici tenia una finalitat més plàstica que no pas constructiva.
A les façanes destaquen els elements historicistes del segle xvi, inspirats en la Casa Gralla del carrer de la Portaferrissa, enderrocada el 1856. Les escultures decoratives van ser dissenyades per Eusebi Arnau i executats per Alfons Juyol, col·laboradors habituals de Puig i Cadafalch. A cada finestra hi ha representada una personalitat del món de les arts (Cervantes, Wagner, Fortuny, Velázquez, Frederic Soler «Pitarra», Viladomat, Jacint Verdaguer, etc.).
La porta de la casa es va decorar amb un escut d'armes imaginari, atès que el llinatge dels Serra no era noble, i la representació d’una parella en referència a Pere Serra i la seva muller Susanna Suaña.

## Galeria

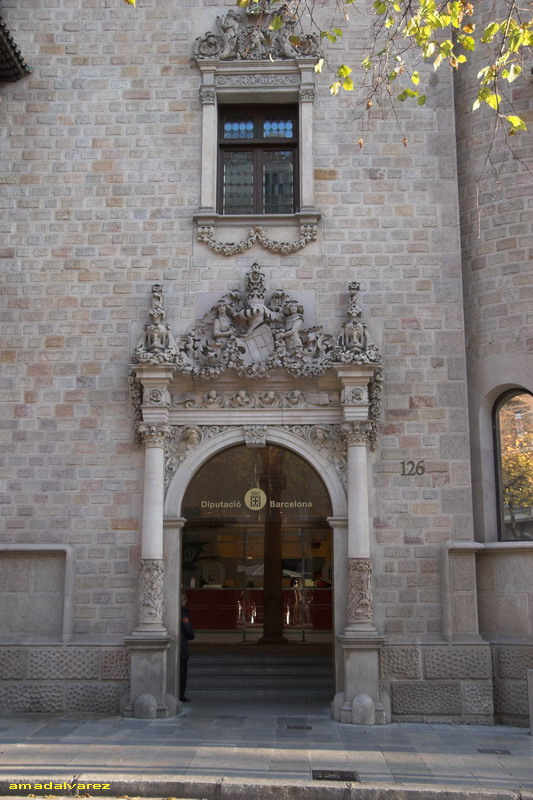
Porta principal
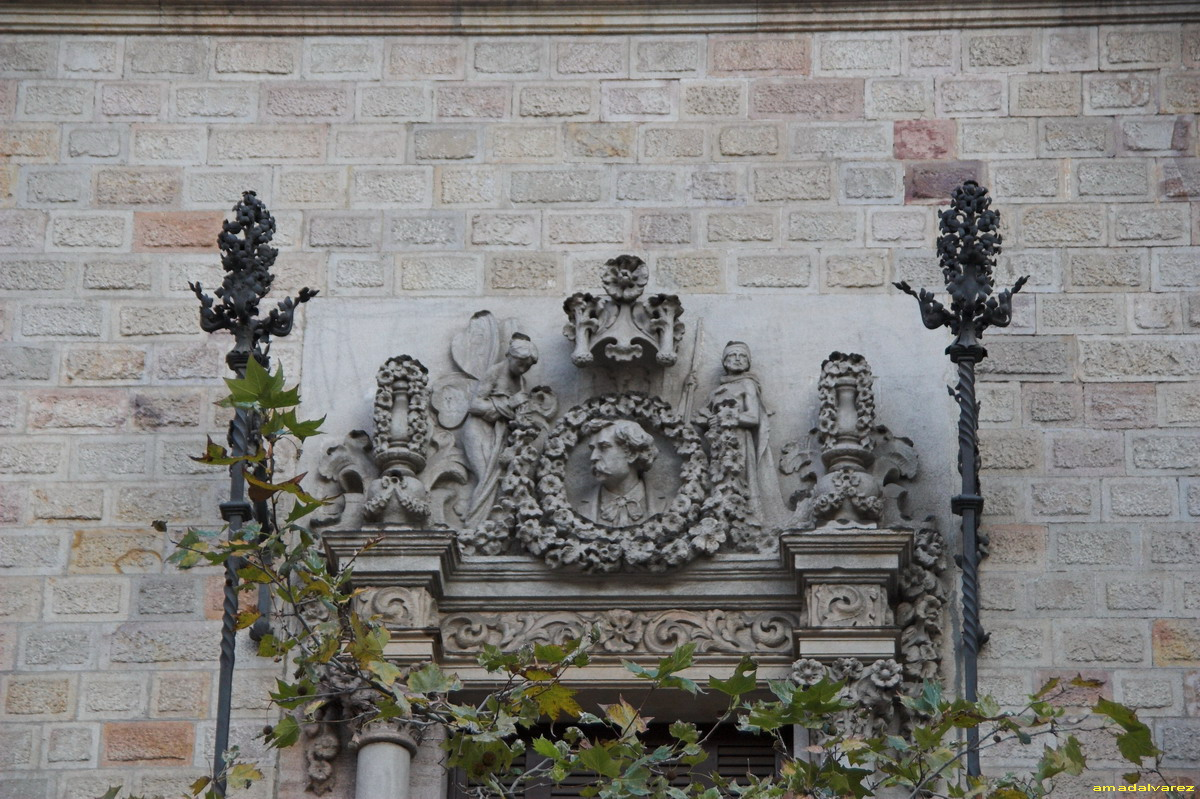
Detall escultòric de les finestres
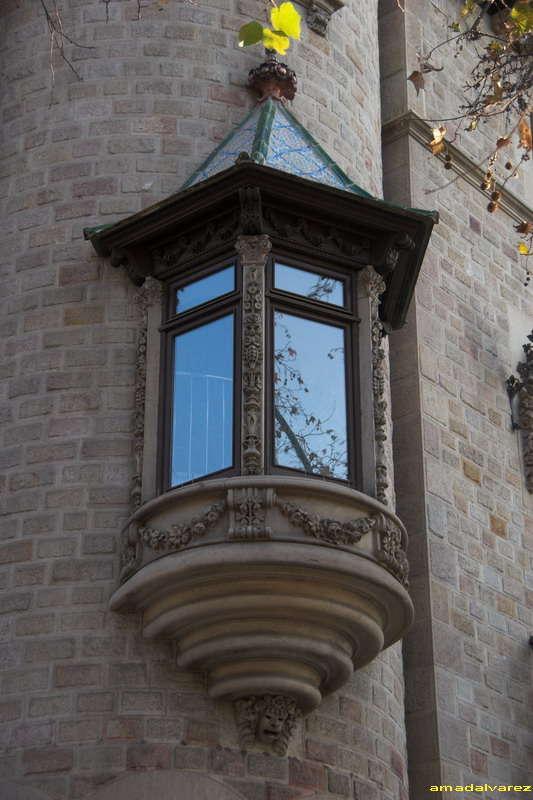
Galeria
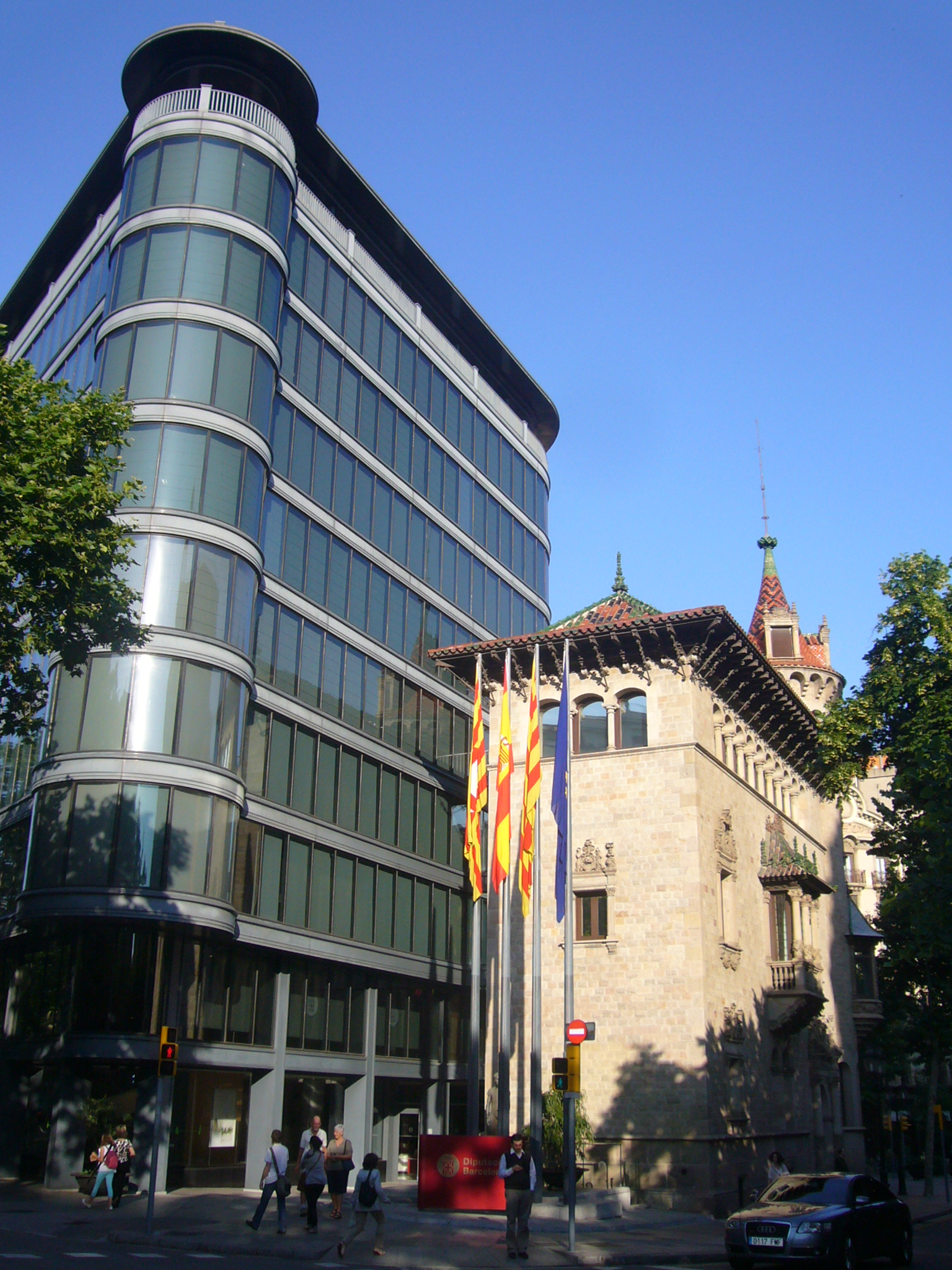
Can Serra des de la Diagonal